# Chañarcillo
Chañarcillo ist ein historischer Minenort im Kleinen Norden des südamerikanischen Anden-Staates Chile. Sie liegt in der Región de Atacama.
Die alten Silberminen von Chañarcillo liegen etwa 50 km südlich von Copiapó.

## Geschichte
Im Mai 1832 wurde die riesige Silberlagerstätte Chañarcillo von Juan Godoy entdeckt. Zeitweise war Chañarcillo die drittgrößte Silbermine der Welt. In der nahen Stadt Juan Godoy mitten in der Atacamawüste lebten damals bis zu 14.000 Menschen.
1855 wurde eine Eisenbahnverbindung zwischen Copiapó und Chañarcillo errichtet.
1859 kam es in Copiapó und Chañarcillo zur Revolución Constituyente. Der Minenbesitzer Emiterio Goyenechea führte in der Atacama-Region seine eigene Silberwährung ein. Die Stadt Copiapó prägte eigene Silber-Pesos und Centavos, weil sie sich von der Zentralregierung abgespalten wollte. Die Regierung von Manuel Montt Torres entsandte daraufhin Truppen um die Revolution niederzuschlagen. Am 29. April 1859 schlug eine Armeeeinheit unter Leutnant Salvador Urrutia die Revolutionäre von General Pedro León Gallo bei La Serena.
Um 1890 endete der Silberrausch, der aus der nahen Stadt Copiapó ein kulturelles Zentrum gemacht hatte.
Heute ist die Minengegend menschenleer. Es gibt keine offiziellen Führungen. Das Betreten des Minengeländes ist sehr gefährlich, da es viele ungesicherte Stolleneingänge gibt. Allerdings ist ein neues Touristenzentrum im Gespräch.